# Ghazi Kanan
Ghazi Kanan – syryjski generał i polityk, alawita.
Ukończył szkołę wojskową w 1965 r. Na początku lat 70. związał się ze stronnictwem Hafiza al-Asada. W latach 1982–2002 kierował syryjską służbą bezpieczeństwa i wywiadem wojskowym (Al-Muchabarat) w sąsiednim Libanie. W październiku 2004 r. zastąpił Alego Hammuda na stanowisku ministra spraw wewnętrznych Syrii. 12 października 2005 r. popełnił samobójstwo (zastrzelił się we własnym biurze).